# Задача о назначении целей
Задача о назначении целей — это класс задач комбинаторной оптимизации. Задача заключается в нахождении оптимального распределения комплекта различного вооружения для поражения целей для нанесения максимального поражения противнику.
Основная задача формулируется следующим образом:
Имеется {\displaystyle i=1,\ldots ,m} видов вооружения и для каждого вида {\displaystyle i} имеется {\displaystyle W_{i}} единиц техники. Есть {\displaystyle j=1,\ldots ,n} целей, каждая имеет значение {\displaystyle V_{j}}. Любая единица техники может быть назначена на любую цель. Каждый вид техники имеет определённую вероятность поражения каждой цели, задаваемую матрицей {\displaystyle p_{ij}}.
Замечено, что в этой задаче, в отличие от классической задачи о назначениях или обобщенной задачи о назначениях, для каждой работы (то есть цели) может быть использовано более одного исполнителя (то есть вида техники) и не обязательно все цели должны быть обстреляны.
Таким образом, задача о назначении целей позволяет сформулировать задачу оптимального назначения в случае, когда требуется кооперация агентов. Кроме того, постановка позволяет использовать вероятностный подход.
Существуют статическая и динамическая версии задачи о назначениях.
В статическом варианте оружие применяется против цели только один раз.
В динамическом варианте орудия применяются несколько раз, каждый раунд происходит переназначение целей в зависимости от результатов предыдущего раунда.
Хотя большая часть исследований посвящена статической задаче, внимание к динамической версии растёт.

## Формальное определение
Задача о назначении целей часто формулируется в виде следующей нелинейной задачи целочисленного программирования:
{\displaystyle \min \sum _{j=1}^{n}\left(V_{j}\prod _{i=1}^{m}q_{ij}^{x_{ij}}\right)}
при условиях
{\displaystyle \sum _{j=1}^{n}x_{ij}\leq W_{i}} для {\displaystyle i=1,\ldots ,m,}
где {\displaystyle x_{ij}} — целые неотрицательные числа для {\displaystyle i=1,\ldots ,m} и {\displaystyle j=1,\ldots ,n.}
Здесь переменная {\displaystyle x_{ij}} представляет назначение группы орудий типа {\displaystyle i} для цели {\displaystyle j} и {\displaystyle q_{ij}} является вероятностью выживания ({\displaystyle 1-p_{ij}}).
Первое ограничение требует, чтобы число назначенных орудий не превышало число имеющихся. Второе ограничение требует целочисленность решения.
Замечено, что минимизация ожидаемого выживания эквивалентна максимизации ожидаемого разрушения.

## Алгоритмы и обобщения
Давно известно, что задачи о назначениях NP-сложны.
Несмотря на это, точное решение может быть найдено с помощью метода ветвей и границ использующего ослабление задачи.
Предложено много эвристических алгоритмов, дающих близкое к оптимальному решение за полиномиальное время.

## Пример
Командир имеет 5 танков, 2 самолета и одно морское судно, и ему приказано уничтожить три цели с ценностью 5, 10 и 20. Каждый вид вооружения способен поразить цели со следующей вероятностью:
| Вид вооружения | {\displaystyle V_{1}=5} | {\displaystyle V_{2}=10} | {\displaystyle V_{3}=20} |
| -------------- | ----------------------- | ------------------------ | ------------------------ |
| Танк           | 0,3                     | 0,2                      | 0,05                     |
| Самолет        | 0,1                     | 0,6                      | 0,5                      |
| Судно          | 0,4                     | 0,5                      | 0,4                      |

Оптимальным решением будет назначить цель с максимальным значением (3) для обоих целей. В результате математическое ожидание ожидаемое сохранившейся ценности (сохранность) цели будет равно {\displaystyle 20\cdot 0{,}5^{2}=5}. Судно и два танка следует назначить на цель 2, получив сохранность {\displaystyle 10\cdot 0{,}5\cdot 0{,}8^{2}=3{,}2}. И, наконец, оставшиеся 3 танка послать на цель 1, и сохранность этой цели будет {\displaystyle 5\cdot 0{,}7^{3}=1{,}715}. В результате мы имеем минимальную возможную суммарную сохранность {\displaystyle 5+3{,}2+1{,}715=9{,}915}.